# Пашкова
Пашкова (слч. Pašková) насељено је мјесто са административним статусом сеоске општине (слч. obec) у округу Рожњава, у Кошичком крају, Словачка Република.

## Становништво
| Година:    | 1994. | 2004.   | 2014.    | 2024.   |
| ---------- | ----- | ------- | -------- | ------- |
| Број људи: | 274   | 286     | 340      | 335     |
| Разлика:   |       | +4,37 % | +18,88 % | -1,47 % |

| Година:    | 2023. | 2024.   |
| ---------- | ----- | ------- |
| Број људи: | 339   | 335     |
| Разлика:   |       | -1,17 % |

Према подацима о броју становника из 2011. године насеље је имало 301 становника.